# SBB Re 460
De SBB Re 460, ook wel Lok 2000 genoemd, is een elektrische locomotief voor het goederenvervoer en het personenvervoer van de Zwitserse spoorwegonderneming Schweizerische Bundesbahnen (SBB).

## Geschiedenis
In de jaren 70 onderzocht de SBB welke vormen van hogesnelheidsvervoer in Zwitserland toepasbaar waren. Daarbij kreeg het project Bahn 2000 langzaam vorm. Een kosten-baten-analyse leidde tot de conclusie dat de infrastructuur en rollend materieel geschikt moesten zijn voor een maximale snelheid van 200 km/h.
De locomotieven die daarvoor nodig waren werden ontwikkeld en gebouwd door Schweizerische Lokomotiv- und Maschinenfabrik (SLM) in Winterthur en Asea Brown Boveri (ABB) in Zürich. Het uiterlijk van deze locomotieven werd door het Italiaanse designbureau Pininfarina ontworpen.
De SBB bestelde voor het personenvervoer eind 1987 de eerste serie van twaalf locomotieven met typeaanduiding Re 4/4 VI en medio 1989 werd een tweede serie van twaalf locomotieven besteld. De eerste twaalf locomotieven werden besteld onder de nummers 10701 - 10712, die op dat moment ook nog in gebruik waren bij de serie Ae 3/6 I (bouwjaar 1920-1929), waarvan de laatste pas in 1994 buiten dienst ging.
In de herfst van 1989 kreeg SBB opdracht van de Bondsraad om capaciteit beschikbaar te stellen voor het Huckepack-transport, een gecombineerde manier van vervoer per vrachtwagen en trein. Aan de daaropvolgende aanbestedingsprocedure werd onder meer door het consortium SLM/ABB deelgenomen met hun concept Lok 2000.
Het consortium won de aanbesteding en kreeg medio 1990 een vervolgopdracht voor nog eens 75 locomotieven. Daarmee had de SBB 99 locomotieven besteld van een serie die alleen nog maar op de tekentafel bestond.
De eerste Re 4/4 460 (zoals de serie toen nog werd aangeduid) werd begin 1991 aan pers en publiek gepresenteerd maar was op dat moment nog niet rijvaardig. Medio 1991 kon de 460 000 op eigen kracht haar eerste meters maken. Op 28 januari 1992 werd de eerste Re 460 officieel afgeleverd.
Tot slot werden nog een nabestelling voor nog eens 20 locomotieven bij SLM/ABB geplaatst, waarmee de serie een omvang van 119 eenheden kreeg.
Na het verhelpen van de vele kinderziekten, kon de 460 vanaf 1994 in het regelmatige verkeer worden aangetroffen. In het begin werd de Re 460 zowel voor het personen- als goederenvervoer ingezet, in het goederenvervoer deels in meerspandienst. Na 1999 zijn de goederendiensten overgenomen door TRAXX-locomotieven uit de serie SBB Re 482/484, BLS Re 485/486.
Vanaf 1997 werd dit type locomotief als tractievoertuig voor de IC2000-rijtuigen ingezet.

## Constructie en techniek
De locomotieven zijn opgebouwd met een lichtstalen frame en frontdelen van GVK. De locomotief is voorzien van GTO thyristor-gestuurde driefasige asynchrone motoren. De techniek van deze locomotief is afgeleid van de in 1989 ontwikkelde locomotieven voor de SBB van het type Re 450, locomotieven voor de Sihltal-Zürich-Uetliberg-Bahn (SZU) van het type Re 456, locomotieven voor de Südostbahn (SOB) van het type Re 456 en locomotieven voor de Regionalverkehr Mittelland (RM) van het type Re 456.
De GTO thyristor vervangen door watergekoelde IGBT-thyristor geleverd door ABB Schweiz AG. Deze worden tijdens de grote revisie bij Industriewerk Yverdon-les-Bains tussen 2014 en 2022 ingebouwd.

## Namen
De Schweizerische Bundesbahnen hebben de volgende namen op de locomotieven geplaatst:
- Re 460 000 Grauholz
- Re 460 001 Lötschberg
- Re 460 002 Seeland
- Re 460 003 Milieu du Monde
- Re 460 004 Uetliberg
- Re 460 005 Val d´Anniviers
- Re 460 006 Lavaux
- Re 460 007 Junior
- Re 460 008 La Gruyére
- Re 460 009 Le jet d'eau
- Re 460 010 Löwenberg
- Re 460 011 Léman
- Re 460 012 Erguël
- Re 460 013 Nord Vaudois
- Re 460 014 Val du Trient
- Re 460 015 uf u dervo
- Re 460 016 Rohrdorferberg Reusstal
- Re 460 017 Les Diablerets
- Re 460 018 -
- Re 460 019 Terre Sainte
- Re 460 020 Idée suisse
- Re 460 021 -
- Re 460 022 Sihl
- Re 460 023 Wankdorf
- Re 460 024 Doris Leuthard (was: Rheintal)
- Re 460 025 Striegel
- Re 460 026 Fricktal
- Re 460 027 Joggeli
- Re 460 028 Seetal
- Re 460 029 Eulach
- Re 460 030 Säntis
- Re 460 031 Chaumont
- Re 460 032 - (was: Leutschenbach II)
- Re 460 033 -
- Re 460 034 Aare
- Re 460 035 -
- Re 460 036 Franches Montagnes
- Re 460 037 Sempacher See
- Re 460 038 Hauenstein
- Re 460 039 Rochers de Naye
- Re 460 040 Napf
- Re 460 041 Mendrisiotto
- Re 460 042 Albis
- Re 460 043 Dreispitz
- Re 460 044 Zugerland
- Re 460 045 Rigi
- Re 460 046 Polmengo
- Re 460 047 Maderanertal
- Re 460 048 Züri Wyland
- Re 460 049 Pfannenstiel
- Re 460 050 Züspa
- Re 460 051 Staffelegg
- Re 460 052 Eigenamt
- Re 460 053 Suhrental
- Re 460 054 Dreiländereck
- Re 460 055 Lillehammer
- Re 460 056 - (was: Leutschenbach I)
- Re 460 057 Val de Ruz
- Re 460 058 La Côte
- Re 460 059 La Béroche

- Re 460 060 Val de Travers
- Re 460 061 Wiggertal
- Re 460 062 Ergolz
- Re 460 063 Brunegg
- Re 460 064 Mythen
- Re 460 065 Rotsee
- Re 460 066 Finse
- Re 460 067 Hohle Gasse
- Re 460 068 Gütsch
- Re 460 069 Verkehrshaus
- Re 460 070 -
- Re 460 071 Mittelland
- Re 460 072 Reuss
- Re 460 073 Monte Ceneri
- Re 460 074 -
- Re 460 075 Schafmatt
- Re 460 076 Leventina
- Re 460 077 Chunnel
- Re 460 078 Monte Generoso
- Re 460 079 Weissenstein/Morgestraich
- Re 460 080 Tre Valli
- Re 460 081 Pfänder
- Re 460 082 Ceresio
- Re 460 083 -
- Re 460 084 Helvetia
- Re 460 085 Pilatus
- Re 460 086 Ägerisee
- Re 460 087 Säuliamt
- Re 460 088 Limmat
- Re 460 089 Freiamt
- Re 460 090 Goffersberg
- Re 460 091 Werdenberg
- Re 460 092 Fridolin
- Re 460 093 Rhein
- Re 460 094 Rhätia
- Re 460 095 Bachtel
- Re 460 096 Furttal
- Re 460 097 Studenland
- Re 460 098 Balsberg
- Re 460 099 Bodensee
- Re 460 100 Tösstal
- Re 460 101 Magic Ticket
- Re 460 102 Lägern
- Re 460 103 Heitersberg
- Re 460 104 Toggenburg
- Re 460 105 Fürstenland
- Re 460 106 Munot
- Re 460 107 Glärnisch
- Re 460 108 Engadin
- Re 460 109 Alpstein
- Re 460 110 Mariaberg
- Re 460 111 Kempt
- Re 460 112 Thurtal
- Re 460 113 Irchel
- Re 460 114 Circus Knie
- Re 460 115 Heidiland
- Re 460 116 Ostschweiz
- Re 460 117 Zürichsee
- Re 460 118 Gotthard / Gottardo

De Schweizerische Bundesbahnen hebben de volgende locomotieven met totaalreclame uitgevoerd:
| loc nummer | omschrijving | afbeelding |
| ---------- | --- | ---------- |
| 460 002    | Klima |            |
| 460 005    | SBB-Jubileum 1902-2002, RailAway |            |
| 460 006    | 100 Jahre Postauto, Rood |            |
| 460 007    | AMAG Gruppe, Rood |            |
| 460 008    | 150 Jaar ETH Zürich, Rood |            |
| 460 012    | Radio RSR/DRS, Rood, Thales Group, Rood |            |
| 460 013    | Lumimart, Microsoft, Rood |            |
| 460 014    | HCB, FinöV D/F, Rood |            |
| 460 015    | Agfa, Télévision Suisse Romande, DRS 3, Rood, Euro 2008, Rood |            |
| 460 016    | Ciba wit, Ciba blauw, Adtranz, FinöV D/F, Rood, SBB New Look, Rood | 5          |
| 460 017    | Märklin: Heizerlok, Märklin: Alpaufzug, Rood |            |
| 460 018    | Danzas, Pepsi, Mobility CarSharing I, SF DRS I, Rood |            |
| 460 019    | Miele, Swisspool, Swisscom: Schulen ans Internet, Rood | 3          |
| 460 020    | Tilsiter, SRG SSR idée suisse | 2          |
| 460 021    | Milch: Lovely, Kambly I, Kambly II, 2316 Lokführer |            |
| 460 022    | 100 Jahre Touring Club Schweiz, FinöV D/I, Rood |            |
| 460 023    | Zürich Relax: Oud Logo, Zürich Relax: Nieuw Logo, Rood |            |
| 460 024    | Zugkraft Aargau II | 1          |
| 460 025    | Die Schweiz ist Europameister im Zugfahren, Rood |            |
| 460 026    | Lötschberg-Basistunnel, Rood |            |
| 460 028    | Western Union III |            |
| 460 032    | SF DRS II, Rood |            |
| 460 033    | Ascom, Space Dream Saga 1, Märklin Swiss Collection 2000: Musikdose, Märklin Swiss Collection 2001: Tunnelbohrmaschine, Märklin Swiss Collection 2002: Eisenbahnermütze, Märklin Swiss Collection 2003: Messgeräte, Rood |            |
| 460 034    | Zugkraft Aargau I met sponsoren, Zugkraft Aargau I zonder sponsoren, Rood |            |
| 460 035    | SBB/CFF D/F, Rood |            |
| 460 036    | SBB/FFS D/I, Rood |            |
| 460 037    | Ajax, SEV, Post, Golden Arch Hotel, Rood |            |
| 460 038    | Skandia, stratego | 2          |
| 460 040    | Ibara, Rood |            |
| 460 042    | Märklin Swiss Collection 1999: Krokodilantrieb, Western Union II, Rood |            |
| 460 044    | Euro 2008 II, Rood |            |
| 460 051    | 166 Operating Center |            |
| 460 053    | Login | 1          |
| 460 056    | SF DRS 1, Pro Infirmis, Rood |            |
| 460 062    | Reka Rail I, Rood |            |
| 460 065    | Euro 2008 I, Rood |            |
| 460 070    | Post, Aroma-Cafés, Rood |            |
| 460 071    | VetroSwiss | 1          |
| 460 073    | RTSI I, RTSI II, DRS 1, Rood |            |
| 460 074    | SBB/FFS Cargo: Wie heeft de meeste aanhangers?, Space Dream Saga 2, Rood |            |
| 460 075    | AlpTransit Gotthard II | 1          |
| 460 076    | SBB: Freizeit |            |
| 460 078    | Schweiz Tourismus I, Schweiz Tourismus II, Rood |            |
| 460 079    | ChemOil, 25 Jahre Verkehrs-Club der Schweiz, Rood |            |
| 460 080    | Alpenqueren VHS, Neue Perspektiven VHS | 1 2        |
| 460 083    | SBB Cargo-Versuchsanstrich Mintgrün, Post-Jubiläum 1902-2002, Rood |            |
| 460 084    | Jubiläumslok in Chrom für 150 Jahre Schweizer Bahnen, Helvetia, Rentenanstalt Swiss Life, Rood |            |
| 460 087    | Reka Rail II |            |
| 460 090    | Wallis/Lötschbergtunnel | 1          |
| 460 093    | Blick, Rood |            |
| 460 094    | Mobility II |            |
| 460 096    | Sion 2002, Rood |            |
| 460 099    | 100. Lok 2000, Rood, Papierfabrik Antalis, Rood |            |
| 460 100    | Schweizer Fernsehen I |            |
| 460 101    | Magic Ticket |            |
| 460 102    | Stiftung Historisches Erbe der SBB |            |
| 460 105    | Blick, VSLF, Rood |            |
| 460 106    | 300'000 GA, Rood |            |
| 460 107    | Schweizer Fernsehen II |            |
| 460 112    | Flugzug Swissair, Rood |            |
| 460 114    | Western Union II, Rood, Securitrans |            |
| 460 118    | AlpTransit Gotthard I |            |

## Treindiensten
In de dienstregeling van 2021 waren de treinen als IC of IR op de volgende trajecten ingezet:
- IC 3 Basel - Zürich - Chur, veelal met stammen IC2000 rijtuigen en of versterkt met rijtuigen EW IV.
- IC 6/ IC 61 Basel - Olten - Bern - Thun - Spiez - Brig/Interlaken Ost, zowel met stammen IC2000 rijtuigen als met stammen rijtuigen EW IV.
- IC 8 Romanshorn - Winterthur - Zürich - Bern - Thun - Spiez - Brig, met stammen IC2000 en of versterkt met rijtuigen EW IV.
- IR 15 Geneve - Lausanne - Fribourg - Bern - Luzern, met stammen EW IV
- IR 16 Bern - Zurich, zowel met stammen IC2000 rijtuigen als met stammen rijtuigen EW IV.
- IR 17 Bern - Zurich, zowel met stammen IC2000 rijtuigen als met stammen rijtuigen EW IV.
- IR 27 Basel - Olten - Luzern, met stammen EW IV.
- IR 37 Basel - Zürich via Hauensteinlinie, met stammen EW IV.
- IR 75 Konstanz - Winterthur - Zürich - Zug - Luzern, met stammen IC2000.
- IR 90 Brig - Sion - Montreux - Lausanne - Geneve, met stammen EW IV.

## Foto's

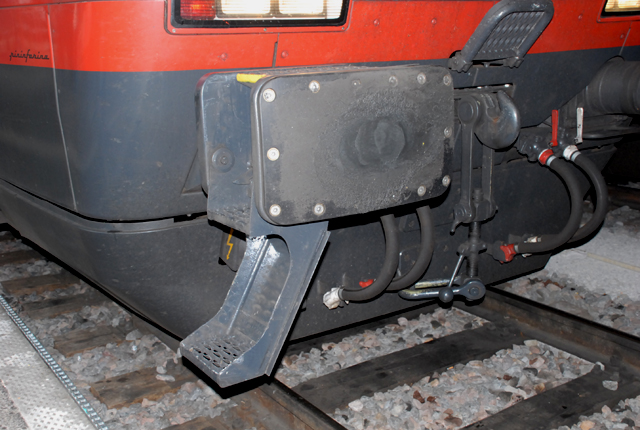
Uitgeklapt trapje aan de rechter buffer van de locomotief
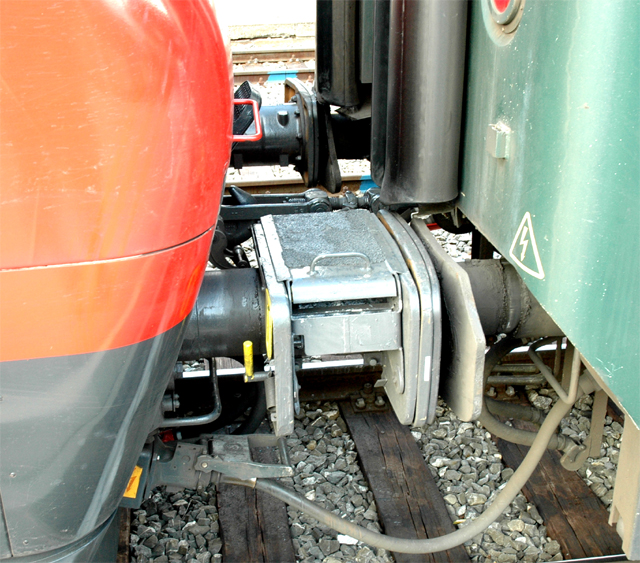
Opgeklapt trapje aan de locomotief

Stoom: Ed 2x2/2 · E 3/3 · A 3/5 · B 3/4 · C 5/6 

Elektrisch: Fb 3/5 · C 4/4 · Ce 6/8II / Ce 6/8III (Krokodil, 1920/1926) · Be 4/6 (1920) · Be 4/7 (1921) · Ae 3/5 (1922) · Ae 3/6I (1921) · Ae 3/6II (1924) · Ae 3/6III (1925) · Ae 4/7 (1927) · Ae 4/6 (1941) · Re 4/4 I · Ae 6/6 · Re 4/4 II · Re 420 · Re 421 · Re 4/4 III · Re 6/6 · Re 620 · Re 4/4 IV · Re 440 · Re 450 · Re 460 · Re 474 · Re 481 · Re 482 · Re 484 

Diesel: Am 841 (1996) · Am 843 · Am 840 

Rangeer: Ee 3/3 · Em 3/3 (1959) · Bm 4/4 (1961) · Ee 922 · Eem 923 